# Walter HWK 109-507
El Walter HWK 109-507 era un motor de coet de propulsor líquid desenvolupat per Alemanya durant la Segona Guerra Mundial. Es va utilitzar per impulsar el míssil guiat anti-vaixell Henschel Hs 293.
Va ser produït per Hellmuth Walter Kommanditgesellschaft (HWK). Com altres motors Walter, utilitzava peròxid de hidrogen com a propulsor.

## Desenvolupament
Aquest motor va ser un desenvolupament del motor Walter HWK 109-500 Starthilfe un motor auxiliar per ajudar a l'enlairament (RATO). El HWK 109-500 anava instal·lat en una gòndola externa i després de l'enlairament tornava a terra amb un paracaigudes. Això permetia que fos reutilitzable.
El HWK 109-507 com a motor de míssils, només necessitava funcionar una vegada i durant una curta durada. Es va simplificar, tant en les seves característiques com en els seus materials de construcció. En lloc de complexes turbobombes centrífugues utilitzades per a la majoria de motors Walter, es va utilitzar un sistema senzill de pressurització per aire comprimit per alimentar els propulsors. Un informe britànic durant la guerra expressava la seva sorpresa perquè la cambra de combustió del motor estigues feta d'acer lleuger, en lloc de qualsevol altre metall més refractari.

## Motor
El motor utilitzava T-Stoff. Es tractava d'un motor de “cicle fred”; el peròxid d'hidrògen actuava com a monopropel·lent i es descomponia en oxigen i vapor d'aigua sobreescalfat. El catalitzador utilitzat era Z-Stoff.
Quan es disparava el míssil, un dispositiu elèctric feia esclatar una vàlvula de disc que retenia l'aire comprimit, a 200 bar, de dos dipòsits d'acer. Un cop disparada la vàlvula no es tornava a tancar. L'aire arribava a un regulador de pressió que la reduïa a 33 bar i l'enviava a una vàlvula que primer pressuritzava el dipòsit del catalitzador Z-Stoff i després el propel·lent T-Stoff. Aquest retard assegurava un encès fiable a la cambra de combustió. Una vàlvula antiretorn garantia que el catalitzador no podia fluir cap enrere cap a la canalització del propel·lent, per evitar una explosió.
La cambra de combustió estava fabricada en acer lleuger. Injectat a la cambra en un aerosol a través d'un capçal de polvorització fet d'aliatge lleuger a l'inici de la cambra de combustió el T-Stoff entrava en un cilindre de metall poc profund. Z-Stoff, que entrava a la cambra de combustió des del lateral per una canonada de 6 mm barrejant-se així el peròxid i el permanganat en una boira fina afavorint la barreja de combustibles. El T-Stoff es descomponia en un flux de vapor d'aigua i oxigen a alta velocitat que surtia per la tovera a una pressió aproximada de 18,4 atmosferes.